# Pintér Alán
Pintér Alán (Kassa, 1943. augusztus 27. – Budapest, 2001. szeptember 28.) orvos, epidemiológus.

## Életpályája
1967-ben diplomázott a Semmelweis Orvostudományi Egyetemen. Pályáját a MÁV Kórházban kezdte. 1974–2001 között az Országos Közegészségügyi Intézetban (OKI) dolgozott; 1998-tól intézeti igazgató főorvos volt. 1996-tól a Nemzetközi Toxikológiai Egyesület (IUTOX) tanácsának igazgatója volt. 2001-ben országos tisztifőorvos lett.

## Díjai
- Fodor József-emlékérem (1996)[3]